# Toxin
Toxin —Toxina en España— es un personaje ficticio que aparece en los cómics estadounidenses publicados por Marvel Comics. Ha sido representado como un superhéroe y un supervillano. El personaje fue el descendiente de Carnage/Matanza, el tercer simbionte importante en el Universo Marvel, el noveno que se sabe que ha aparecido en los cómics fuera de la historia del Planeta de los Simbiontes, y el primer simbionte que Spider-Man considera un aliado, a pesar de varias alianzas temporales con Venom en el pasado. El primer anfitrión del simbionte Toxin fue el ex oficial de policía del Departamento de Policía de Nueva York Patrick Mulligan. Después de la muerte de Mulligan, Toxin se une a Eddie Brock. Durante la miniserie de King in Black, Planeta de los Simbiontes, Toxin regresa una vez más, después de haberse unido al adolescente Bren Waters.
Stephen Graham interpretó al detective Mulligan en la película del Universo Spider-Man de Sony Venom: Let There Be Carnage (2021) y Venom: El Último Baile (2024).

## Biografía ficticia
Al igual que su "padre" Venom, Carnage produjo una descendencia: un tercer simbionte. Carnage solo sintió disgusto y odio hacia su nuevo engendro, incluso antes de que lo "diera a luz", tanto temiendo que pudiera ser mucho más fuerte que él mismo, y en general disgustado con la idea de dar a luz (reflejando las actitudes del anfitrión de Carnage, Cletus Kasady). Al mismo tiempo, el rival de Carnage y el "padre" Venom se dieron cuenta de que Carnage estaba "embarazado" y buscaron a Carnage para hablar sobre este nuevo simbionte. Carnage había resuelto matar a su engendro muy pronto como nació. Venom hacía todo lo posible por proteger al nuevo simbionte, con la intención de criarlo para que se convirtiera en su nuevo compañero. A Venom también le preocupaba que, como el simbionte número 1000 de su línea, el nuevo simbionte pudiera convertirse en psicótico y violento debido a la descomposición genética.

### Patrick Mulligan
Luego del nacimiento de su "hijo", Carnage se sintió demasiado débil para matar a su recién nacido (debido en gran parte a su intento de reprimir el nacimiento después de enterarse a sí mismo). Como no podía matar a su recién nacido, se lo implantó en Patrick Mulligan y huyó, con la intención de matarlo más tarde y destruir al nuevo simbionte cuando estaba en plena forma.
Antes de ser implantado con el simbionte extraterrestre, Mulligan era uno de los mejores policías de la ciudad de Nueva York, pero con varios problemas personales. Su trabajo estresante, junto con la tensión de su nueva familia (su esposa, Gina, estaba embarazada de su primer hijo, Edward) les estaba pasando factura. Una noche, mientras estaba de servicio, se encontró con el sitio donde Carnage estaba dando a luz al nuevo simbionte. Carnage, que necesitaba un anfitrión para esconder al simbionte para evitar que Venom, se lo uniera a Mulligan. Carnage decidió matar tanto a Mulligan como a los simbiontes, ya que aún no eran lo suficientemente fuertes como para manifestar un disfraz de superpoderes como los simbiontes Venom y Carnage. Venom todavía esperaba usar a este nuevo simbionte como socio, y luchó hasta la muerte de Carnage para proteger a Mulligan y al simbionte, a quienes bautizó Toxin, después de él.
Al principio, Mulligan no se dio cuenta de lo que le había sucedido. En poco tiempo, el simbionte Toxin había madurado lo suficiente para ganar tanto el pensamiento consciente como la fuerza para formar un disfraz de simbionte en el cuerpo de Mulligan. Después de que Carnage atacó a Gina y Edward en su casa, Mulligan se dio cuenta de que el simbionte era un peligro tanto para él como para su familia. Durante una confrontación posterior entre Venom, Carnage y Toxin, Venom se dio cuenta de que Mulligan estaba dedicado a una vida de virtud, o lo más cerca que podía estar bajo la influencia del simbionte. Cuando quedó claro que Toxin era fácilmente tan fuerte como cualquiera de sus predecesores, y seguía creciendo, Venom y Carnage formaron un pacto temporal para destruirlo.
Spider-Man tropezó con la confrontación final entre el trío de simbiontes, y ayudó a Toxin. Después de defenderse de Venom y Carnage, Toxin tuvo una conversación con Spider-Man, informándole sobre lo que le había sucedido. Spider-Man lo alentó, y Toxin se resignó a una vida de lucha contra los impulsos de su simbionte base mientras trataba de aprovechar su poder para el bien. Dejó a su esposa e hijo, y al cuerpo de policía, para tratar de llegar a un acuerdo con su nueva vida.
En 2005, después de que Spider-Man se uniera a Los Nuevos Vengadores, Marvel introdujo una serie limitada de seis temas de Toxin, que siguió a las batallas de Toxin con varios supervillanos que escaparon de Raft como resultado de los eventos al comienzo de la serie The New Avengers. La serie también retrató su batalla constante para mantener al simbionte bajo control; como el anfitrión y las mentes simbiontes tenían conversaciones y discusiones entre ellos. A lo largo de la miniserie, luchó contra Rey Cobra, el Demoledor, el Martinete y el Razor Fist.
En un momento, tratar de vivir con Toxin se volvió demasiado para Mulligan, quien intentó suicidarse lanzándose frente a un tren. El simbionte Toxin intervino en el último momento, salvando a Mulligan y afirmando que Mulligan realmente no quería morir. Cuando Mulligan insistió en el tema, quedó claro que, a diferencia de los simbiontes de Venom y Carnage, Toxin no está seguro de poder sobrevivir por sí solo y encontrar un nuevo anfitrión.
En la serie limitada, Razor Fist asesinó al padre de Mulligan, pero Toxin comienza a mostrar signos de un comportamiento heroico; rastreó a Razor Fist, pero en lugar de matarlo (como lo exigen tanto el simbionte como el mismo Razor Fist), Toxin se controla a sí mismo y entrega Razor Fist a la policía. Mulligan se reconcilió con su esposa separada Gina al 'presentarle' al simbionte Toxin como una forma de explicar por qué abandonó a su familia.
Mulligan y el simbionte cooperan pacíficamente con un acuerdo: Mulligan tendrá el control completo del simbionte, si le permite a Toxin dos horas de "tiempo de juego" cada noche. Sin embargo, en esas dos horas, Toxin no tiene permitido cometer actos de robo, incendio premeditado u homicidio.

### Eddie Brock
El simbionte Toxin aparece más tarde en un laboratorio subterráneo en Las Vegas, después de haber sido capturado y su anfitrión, Pat Mulligan, asesinado por Blackheart. El Maestro del Crimen envía a su subordinado Jack O'Lantern y chantajea a su enemigo Venom para recuperar al simbionte. Una pelea con el personal de seguridad hace que Jack O'Lantern tome el simbionte Toxin y huya. Se revela que Blackheart tenía partes del simbionte ligadas a clones de X-23 mientras estaba en su poder. También retuvo una pequeña muestra del simbionte en un tubo de ensayo porque necesitaba una "carne de alienígena" como ingrediente de un ritual para llevar el infierno a la Tierra.
Junto con Venom, Anti-Venom, Hybrid y su hermana Scorn, Toxin es mencionada como la próxima opción para detener el alboroto de Carnage en el Medio Oeste después de que los Vengadores son derrotados. Sin embargo, el ejército de EE. UU. no puede encontrar a Toxin, lo que deja a los simbiontes Hybrid y a Scorn para detener a Carnage.
Después de matar a Hybrid y Scream, Eddie Brock sigue a Venom a la sede del Maestro del Crimen como parte de su plan para destruir a todos los simbiontes. Durante la lucha subsiguiente entre los subordinados de Venom y Maestro del Crimen, quién encierra a Brock y lo une al simbionte a la fuerza, lo que lo convierte en el nuevo Toxin. Brock se une a los Seis Salvajes para luchar contra Venom, pero está severamente quemado en la lucha.
Eddie y el simbionte Toxin finalmente rastrean a Venom y descubren un grupo de criaturas llamadas "asesinos de simbiontes" que están decididos a destruir a los simbiontes. Venom y Toxin tienen que unirse para luchar contra los "asesinos". Después de esto, Toxin acepta dejar a Venom solo, y Eddie Brock como Toxin recupera su título de "protector letal".
Brock y el simbionte Toxin aparecen una vez más en la miniserie de All-New All-Different Marvel, Carnage, donde Brock sirve en un grupo de trabajo liderado por John Jameson, con la esperanza de atrapar a Carnage, que se ha escapado recientemente y se ha escondido en una mina. Toxin se considera "Plan B" a la fuerza, y la transformación de Brock en Toxin se controla manualmente a través de un botón. La mirada del simbionte se ha convertido en algo parecido al del Agente Venom, en el que luce una armadura roja. Sin embargo, al final de la miniserie de Carnage, Eddie Brock pierde el traje.
Carnage se apoderó del libro conocido como Darkhold, para volverle a la vida a Chthon; Eddie Brock finalmente sacrifica al simbionte en la última edición contra Chthon.

### Bren Waters
Toxin regresa en King in Black: Planet of the Symbiotes # 3. Después de una breve pelea con la última versión de Los Guardias, Toxin se ha unido con un nuevo anfitrión, el adolescente Bren Waters, quien se revela como el hijo del Guardia.

## Poderes y habilidades
Toxin poseía las habilidades especiales de sus dos predecesores simbiontes: puede pegarse a las paredes (que originalmente provenía de cuando Spider-Man era un anfitrión del simbionte Venom), puede cambiar su identidad a la de una persona completamente diferente, y también tiene una capacidad de telaraña ilimitada. Con Patrick Mulligan como anfitrión, el traje es rojo desde el abdomen hacia arriba y negro desde el abdomen hacia abajo. Con Eddie Brock como anfitrión, se parece a una combinación de Venom y Carnage pero con todo el cuerpo rojo: luz en el pecho y oscuro en los brazos y la parte inferior del cuerpo. La toxina también puede mezclarse con su entorno y volverse indetectable, una habilidad que ganó de su abuelo, y puede formar armas sólidas con sus miembros, una habilidad que se vio por primera vez en su padre. Toxin también parece tener algún tipo de habilidad de curación rápida como sus predecesores, mientras sus heridas de su primera batalla con Razor Fist se curaban notablemente rápido. A diferencia de los demás, Toxin puede rastrear a cualquier persona, no solo a otros simbiontes o anfitriones de simbiontes, dentro de toda la ciudad de Nueva York y posiblemente más lejos, siempre que tenga algo para comenzar.
A diferencia de muchos de los otros simbiontes, Toxin no trató de dominar la mente de su huésped humano. En cambio, el simbionte realmente piensa y expresa sus opiniones al anfitrión humano (como se evidencia en la historia de "Cortar a la Caza" de Toxin). El simbionte usualmente habla cuando el anfitrión está en su "forma humana", y actúa muy inmaduro e infantil debido a su existencia naciente, una vez que se negó a ayudar a Pat en la batalla hasta que se disculpó por un argumento anterior. Además, parece tener una resistencia más fuerte a los sonidos y el calor intenso en comparación con Carnage, aunque esto no significa que Toxin sea más resistente a los impulsos violentos: puede dejarse llevar por la violencia y la lucha contra el crimen, incluso si es un delito menor. Cuando no está enojado o peleando, Toxin es delgado y de líneas suaves, aunque todavía está bien musculado, Se asemeja mucho a Carnage o Spider-Man en su traje de simbionte. Cuando se vuelve molesto o agresivo, crece en su forma mucho más grande y más fuerte (como Venom), con colmillos viciosos y largas garras curvas.
El simbionte recientemente desarrolló un mordisco venenoso después de unirse a Eddie Brock.

## En otros medios

### Película
- Patrick Mulligan aparece en la película del Universo Spider-Man de Sony, Venom: Let There Be Carnage (2021), interpretado por Stephen Graham.[15][16]Esta versión es un detective del Departamento de Policía de San Francisco que usa un audífono debido a un encuentro pasado con Frances Barrison mientras trabajaba como oficial. En el presente, él intenta usar a Eddie Brock para investigar a Cletus Kasady, pero aparentemente muere durante una batalla entre los simbiontes Venom y Carnage y Barrison. Sin embargo, él absorbe un trozo de uno de los simbiontes, que luego lo revive y hace que sus ojos brillen de color azul.
- Graham regresará en Venom: El Último Baile (2024).[17]Después de su encuentro con Carnage, el simbionte Toxin fue creado antes de que lo dejara por muerto. Mulligan fue posteriormente detenido por un grupo enviado por la organización gubernamental Imperium, llevado al Área 51 y unido a un simbionte verde sin nombre. Cuando la base es atacada por los Xenófagos de Knull, Mulligan se sacrifica para liberar a Venom.

### Juguetes
- Se han producido dos figuras de acción de Toxin. El primero, en la serie final de la línea Spider-Man Classics, representa la versión del personaje de Patrick Mulligan.[18] El segundo, lanzado como parte de la serie Spider-Man Legends 2014, muestra la versión de Brock.[19]
- La encarnación de Toxin de Patrick Mulligan aparece como una figura de Marvel Heroclix como parte de la línea "Web of Spider-Man".
- Tanto la cabeza como un brazo del simbionte Toxin aparecen junto a la figura de Ultron en la línea de figuras de Hasbro Marvel Mashers.
- La encarnación de Toxin de Eddie Brock aparece como una figura de Marvel Legends.

### Videojuegos
- La encarnación de Patrick Mulligan aparece en Marvel: War on Heroes.
- La encarnación de Toxin de Eddie Brock aparece en Marvel Heroes como un disfraz para Venom (Eddie Brock).
- El simbionte Toxin, rebautizado como Carnom, aparece como personaje jugable y jefe en Lego Marvel Super Heroes 2. Esta versión fue creada por el Duende Verde 2099 usando un fragmento del Nexus de Todas las Realidades para fusionar los simbiontes Venom y Carnage. Carnom es inicialmente controlado por el Duende, pero es derrotado y liberado por los héroes y comienza a perseguir al Duende en represalia por su abuso.
- Tanto la encarnación de Toxin de Patrick Mulligan como la de Eddie Brock aparecen como personajes jugables en Spider-Man Unlimited.
- La encarnación de Toxin de Bren Waters aparece como un personaje jugable en Marvel Future Fight.

### Otras mercancías
- Se han producido varios accesorios de Toxin, incluyendo una camiseta.
- También se produjeron mantas y sombreros, que mostraban la versión de Toxin de Patrick Mulligan, pero fueron etiquetados erróneamente como Carnage.[20]